# Ânfora de Elêusis
A Ânfora de Elêusis é uma antiga ânfora de pescoço grega, agora no Museu Arqueológico de Elêusis, que remonta ao Protoático Médio (c. 650–625 a.C.).  O pintor da Ânfora de Elêusis é conhecido como o Pintor Polifemo . É decorado com figuras pintadas em preto e branco sobre um fundo de cor clara, o que é característico do estilo "preto e branco" comumente visto na cerâmica protoática média. A decoração da ânfora reflete a cerâmica do período orientalizante (c. 710–600 a.C.), um estilo em que figuras humanas e animais retratam cenas mitológicas, afastando-se da minuciosa pintura geométrica cultivada em tempos anteriores, e importa figuras e motivos da arte de outras civilizações próximas.

## Propósito
O tamanho e o formato da ânfora, bem como o fato de ser altamente decorada, indicam que foi criada como uma urna ou monumento. Os restos mortais de um menino de 10 a 12 anos foram encontrados dentro da ânfora, o que significa que terá sido usada como urna . Este tipo de sepultamento numa urna era frequentemente utilizado para enterrar os restos mortais de crianças desde a Idade do Ferro (1100–900 a.C.) até o período Arcaico (600–500 a.C.).

## Descrição
A ânfora de Elêusis mostra algumas das primeiras representações artísticas da mitologia grega . Na ânfora, justapõem-se três momentos de combate. No pescoço, Odisseu, com ajuda de seus companheiros, cega o Ciclope Polifemo. Na parte de cima do corpo do vaso, um leão caça um javali. Enfim, na cena mais detalhada abaixo, vemos Perseu fugindo depois de ter decapitado a Medusa. As outras duas Górgonas (irmãs de Medusa) perseguem-no, enquanto a deusa Atena se interpõe e o protege. Esta é a primeira representação conhecida de Atena na arte ática. É interessante como as duas cenas heroicas se constroem de modo paralelo: no topo, o monstro adormecido está à direita dos três homens que o cegam; na base, há três seres divinos (dois monstros e uma deusa) à esquerda de Perseu fugitivo. No centro, enfrentam-se as duas feras. Também nos poemas homéricos, as lutas do mundo animal são frequentemente comparadas com os combates das personagens.